# Saint-Perreux
 Saint-Perreux  (en bretón Sant-Pereg) es una población y comuna francesa, situada en la región de Bretaña, departamento de Morbihan, en el distrito de Vannes y cantón de Allaire.

## Demografía
| 661 | 709 | 803 | 894 | 926 | 1041 |
| Para los censos de 1962 a 1999 la población legal corresponde a la población sin duplicidades (Fuente: INSEE [Consultar]) |     |     |     |     |      |